# Bromyard

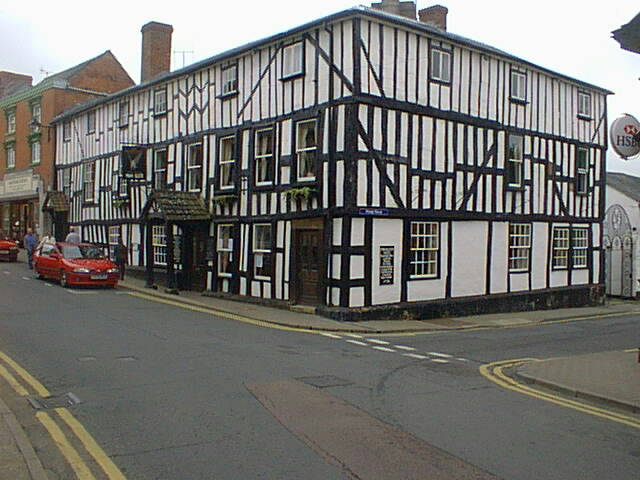
Een hotel in een gebouw met vakwerkconstructie.

Bromyard is een plaats in het noordoosten van het bestuurlijke gebied Herefordshire, in het Engelse graafschap Herefordshire. De plaats werd rond 1100 gesticht door de Bisschoppen van Hereford (Engeland) en telt ongeveer 4.500 inwoners. Het dorp heeft een aantal karakteristieke vakwerkhuizen en een dorpskerk die teruggaat tot de tijd van de Normandiërs. In het Domesday Book van 1086 wordt het als Bromberde vermeld, met 59 families.

Bromyard heeft, zeker gezien het inwonertal, een rijk cultureel- en verenigingsleven. Daaronder bevindt zich het sinds 1968 jaarlijkse folkmuziek- en volksdansfestival, dat een van de grootste van het Verenigd Koninkrijk is. Een centrum voor lokale geschiedenis, met een ruim voorzien archief, is wekelijks geopend en het stadje heeft een minimuseum over Science Fiction.

## Geboren
- Robert O'Brien (1951), van het kunstenaarsduo Fortuyn/O'Brien